# Nie bój się, Bi
Nie bój się, Bi (wiet. Bi, đừng sợ, ang. Bi, Don't Be Afraid) – wietnamsko-niemiecko-francuski dramat filmowy z 2010 roku w reżyserii Phan Đăng Di.

## Treść
Sześcioletni Bi mieszka z rodzicami, ciotką oraz kucharką w starym domu w Hanoi. Jest bardzo przywiązany do ciotki, nauczycielki po trzydziestce, kobiety atrakcyjnej, samodzielnej  i nie godzącej się na kompromisy w partnerskich związkach, przez co rodzina skazuje ją na los starej panny. Także rodzicom Bi pożycie nie układa się. Ojciec coraz częściej przebywa poza domem unikając obecności schorowanego dziadka, który po latach wrócił do rodzinnego domu.
Bi często zostaje sam pod opieką kucharki. Gdy tylko może, ucieka do swego ulubionego miejsca – pobliskiej fabryki lodu. Fascynują go nadrzeczne szuwary, wśród których wyszukuje rzadkie gatunki roślin. W zamian za nie dziadek daje mu egzotyczne liście i kwiaty. Między Bi a nim wytwarza się silna emocjonalna więź. Jednak zły stan zdrowia dziadka wciąż się pogłębia, podobnie jak obsesja ojca Bi na punkcie pewnej masażystki.

## Obsada
- Phan Thành Minh jako Bi
- Nguyễn Thị Kiều Trinh jako matka
- Nguyễn Hà Phong jako ojciec
- Hoa Thúy jako ciotka
- Trần Tiến jako dziadek
- Mai Châu jako niania